# 蕭勝中
蕭勝中，中華民國外交官、政府官員。畢業於輔仁大學哲學系學士，曾任駐洛杉磯臺北經濟文化辦事處二等秘書、駐歐盟兼駐比利時代表處議會組副組長、駐印尼台北經濟貿易代表處政治組長、外交部領事事務局主任兼任南部辦事處副處長、駐泗水臺北經濟貿易辦事處總領事銜處長、駐馬紹爾群島大使、外交部雲嘉南辦事處長等職務，現任駐汶萊臺北經濟文化辦事處大使銜代表。

## 職業生涯
2015年12月，於印尼第2大城設立駐泗水臺北經濟貿易辦事處，由中華民國駐印尼代表張良任、印尼勞工安置保護局政府安置服務處長哈里雅迪（Hariyadi Agah）、印尼貿易部副處長玻里尼（Ponirin Sugito）共同揭幕，辦事處的首任處長為蕭勝中。
蕭勝中在擔任駐泗水處長期間，創辦「東爪哇台灣之友會」與「東爪哇印勞友台協會」，並舉辦第一次的元旦升旗典禮、第一次的國慶酒會。
2019年3月，中華民國總統蔡英文訪問馬紹爾群島，由駐馬紹爾群島大使蕭勝中與馬紹爾群島駐華大使艾芮瓊（Neijon R. Edwards）登機迎接，該國總統海妮偕夫婿以及政府官員則在機梯前迎接，並舉行歡迎儀式。